# کریستال جانگ
کریستال جونگ (به انگلیسی: Krystal Jung) (زاده ۲۴ اکتبر ۱۹۹۴) خواننده، بازیگر، رقاص، مدل آمریکایی، کره‌ای است. او کوچکترین عضو (مکنه) گروه دخترانه اف (ایکس) است. خواهر بزرگتر او جسیکا جونگ، عضو سابق گروه گرلز جنریشن است.

## زندگی شخصی
وی دارای یک خواهر به نام جسیکا جونگ است.
پارک شین هه ، لی جونگ سوک و کیم وو بین از صمیمی ترین دوستان کریستال هستند که او میگوید «:من هر وقت دوستانم رو میبینم و باهم هستیم خیلی خوشحالم.»
«آرزومه دوباره همراه با پارک شین هه در سریالی همراه بشم چون پشت صحنه با وجود اون خیلی خوبه فضای پشت صحنه رو شاد نگه میداره و همه رو جذب خودش میکنه،تقریبا همه دوست دارند همراه او کار کنند.»
او مدتی با کای (خواننده)  عضو گروه اکسو قرار می گذاشت

## فیلم‌شناسی

### سریال‌های تلویزیونی
| سال       | عنوان                     | نقش          | شبکه    | یادداشت         |
| --------- | ------------------------- | ------------ | ------- | --------------- |
| ۲۰۱۰      | More Charming By The Day  | جونگ سو جونگ | ام‌بی‌سی  | نقش مکمل        |
| ۲۰۱۱      | به نمایش خوش آمدید        | خودش         | اس‌بی‌اس  | مهمان           |
| ۲۰۱۱–۲۰۱۲ | ضربه عالی انتقام پاکوتاه  | آن سو جونگ   | ام‌بی‌سی  | نقش مکمل        |
| ۲۰۱۳      | وارثان                    | لی بو نا     | اس‌بی‌اس  | نقش مکمل        |
| ۲۰۱۴      | ستاره سیب‌زمینی ۲۰۱۳کیوآر۳ | نو سو جونگ   | تی‌وی‌ان  | مهمان / قسمت ۸۱ |
| ۲۰۱۴      | دختر دوست داشتنی من       | یون سه نا    | اس‌بی‌اس  | نقش اصلی        |
| ۲۰۱۷      | عروس خدای آب              | مورا         | تی‌وی‌ان  | نقش مکمل        |
| ۲۰۱۸      | بازیکن                    | چو آه-ریونگ  | اوسی‌ان  | نقش اصلی        |
| ۲۰۲۱      | دانشگاه پلیس              | اوه کانگ-هی  | کی‌بی‌اس۲ | نقش اصلی        |
| ۲۰۲۲      | عشق دیوانه‌وار             | لی شی-آه     | کی‌بی‌اس۲ | نقش اصلی        |

### فیلم‌ها
| سال  | عنوان                                                    | نقش  | یادداشت‌ها                                                   |
| ---- | -------------------------------------------------------- | ---- | ----------------------------------------------------------- |
| 2012 | I AM. – SM Town Live World Tour in Madison Square Garden | خودش | Documentary of SMTown in New York                           |
| ۲۰۱۵ | به آهنگ من گوش بده                                       | خودش | 10-Minute Film in celebration of W Korea's 10th Anniversary |

## جوایز و نامزدی‌ها
| سال  | جایزه                                   | رده                                    | کار نامزد                | نتیجه     |
| ---- | --------------------------------------- | -------------------------------------- | ------------------------ | --------- |
| 2010 | MBC Entertainment Awards                | Newcomer Comedy Award                  | More Charming By The Day | برنده     |
| 2014 | DramaFever 2013 Awards                  | Best Couple Award (with کانگ مین هیوک) | وارثان                   | برنده     |
| 2014 | Seoul International Youth Film Festival | Young Actress Award                    | وارثان                   | نامزدشده  |
| 2014 | 7th Style Icon Awards                   | Top 10 Style Icons (with جسیکا جونگ)   | —                        | در انتظار |